# Egy nehéz nap éjszakája
Az Egy nehéz nap éjszakája (eredeti cím: A Hard Day's Night) 1964-ben bemutatott brit zenés film a The Beatles együttes főszereplésével.

## Cselekmény
A film Lennon, McCartney, Harrison és Starr egy napját követi nyomon. 24 órára félreteszik minden kötelezettségüket és szabadon élik életüket, miközben próbálják kikerülni a sajtót, menedzserüket és megszállott rajongóikat.

## Szereplők
| Szerep             | Színész           | Magyar hang       |
| ------------------ | ----------------- | ----------------- |
| önmaga             | John Lennon       | Tahi Tóth László  |
| önmaga             | Paul McCartney    | Felföldi László   |
| önmaga             | George Harrison   | Szombathy Gyula   |
| önmaga             | Ringo Starr       | Márton András     |
| Nagypapa           | Wilfrid Brambell  | Somogyvári Rudolf |
| Norm               | Norman Rossington | Harkányi Endre    |
| Shake              | John Junkin       | Dózsa László      |
| TV-s rendező       | Victor Spinetti   | Lőte Attila       |
| Millie             | Anna Quayle       | Kassai Ilona      |
| Rendőrfelügyelő    | Deryck Guyler     | Makay Sándor      |
| Ember a vonaton    | Richard Vernon    |                   |
| Szobapincér        | Edward Malin      | Szoó György       |
| TV-s színpadmester | Robin Ray         |                   |
| TV-s koreográfus   | Lionel Blair      |                   |
| Titkárnő           | Alison Seebohm    | Kiss Mari         |
| Fiatal fiú         | David Janson      | Szokol Péter      |
| Simon Marshall     | Kenneth Haigh     | Végvári Tamás     |

## A film zenéje
A film zenéje az azonos című nagylemezen is megjelent.
1. A Hard Day’s Night
2. I Should Have Known Better
3. I Wanna Be Your Man
4. Don’t Bother Me
5. All My Loving
6. If I Fell
7. Can’t Buy Me Love
8. And I Love Her
9. I’m Happy Just to Dance with You
10. Ringo's Theme (This Boy)
11. Can't Buy Me Love (reprise)
12. Tell Me Why
13. She Loves You

## Díjak és jelölések
- Grammy-díj (1965) – Legjobb betétdal jelölés: John Lennon, Paul McCartney
- Oscar-díj (1965) – Legjobb filmzene jelölés: George Martin
- Oscar-díj (1965) – Legjobb forgatókönyv jelölés: Alun Owen

## Fordítás
- Ez a szócikk részben vagy egészben  az   A Hard Day's Night (film) című angol Wikipédia-szócikk ezen változatának fordításán alapul.  Az eredeti cikk szerkesztőit annak laptörténete sorolja fel. Ez a jelzés csupán a megfogalmazás eredetét és a szerzői jogokat jelzi, nem szolgál a cikkben szereplő információk forrásmegjelöléseként.